# Ośno Podleśne
Ośno Podleśne – część wsi Belny w Polsce, położona w województwie wielkopolskim, w powiecie konińskim, w gminie Sompolno.
W latach 1975–1998 Ośno Podleśne administracyjnie należało do województwa konińskiego.